# Championnat d'Europe des pilotes
Le Championnat d'Europe des pilotes est une compétition automobile organisée entre 1931 et 1939 avec une interruption de deux ans en 1933 et 1934. Elle était alors l'équivalent de la Formule 1. Les pilotes concourraient dans les épreuves les plus prestigieuses de l'époque (même si d'autres courses appelées Grandes Épreuves ne comptaient parfois pas dans le championnat). Disputé, mais interrompu par la Seconde Guerre mondiale en 1939, aucun champion n'a été désigné pour la saison.
Le championnat était organisé par l'Association Internationale des Automobile Clubs Reconnus (AIACR), instance créée par l'Automobile Club de France (ACF) et ancêtre de la Fédération internationale de l'automobile qui est aujourd'hui la principale organisation dans le monde du sport automobile. Le championnat inaugural comportait trois épreuves : Italie, France et Belgique.

## Voitures et technologies

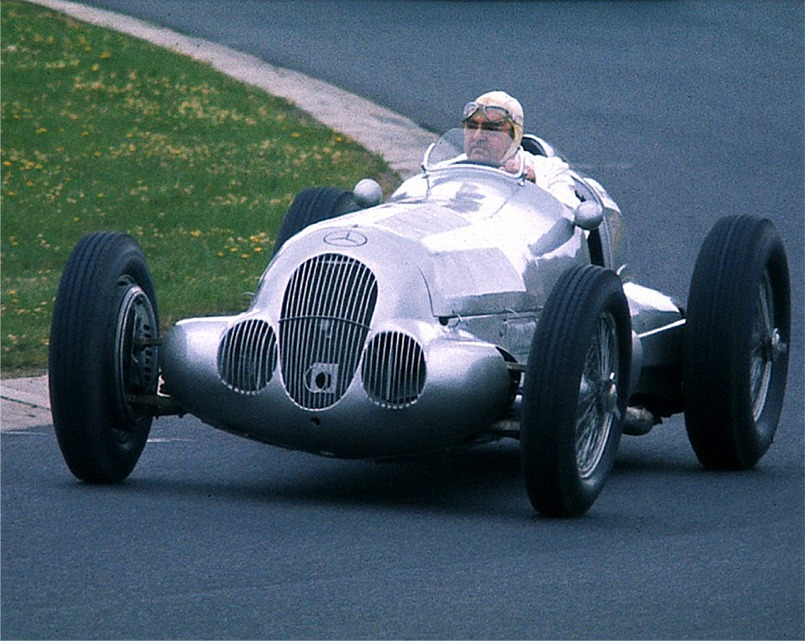
Une des Mercedes-Benz W125 engagée en 1937 (ici pilotée par Hermann Lang).

Les saisons 1931 et 1932 se disputaient selon les règles de la Formule Libre imposant un poids minimum de 900 kg.
En 1934, l'AIACR modifie le règlement en fixant un poids maximum de 750 kg. En 1933, le nouveau Chancelier du Reich Adolf Hitler avait promis une prime de 450 000 Reichsmark aux constructeur automobiles allemands qui s'investiraient en course.
La prime est partagée entre Daimler-Benz AG et la nouvellement formée Auto Union AG.

## Règlementations

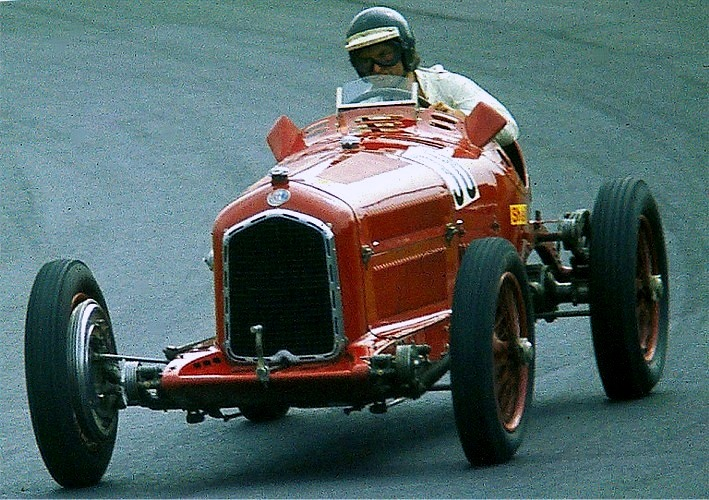
Une Alfa Romero P3

Les saisons 1931 et 1932 ont été disputées selon la règlementation de la Formule Libre, avec un poids minimum pour la voiture de 900 kg. Elles voient s'imposer Ferdinando Minoia en 1931 sans qu'il ait remporté de course et Tazio Nuvolari en 1932.
En 1934, l'AIACR introduit une limite de poids maximal de 750 kg pour les voitures de Grand Prix. En 1933, le nouveau chancelier Adolf Hitler avait annoncé qu'il donnerait une prime de 450 000 Reichsmark à chaque entreprise allemande qui construirait des voitures de Grand Prix. Finalement, la subvention a été répartie entre les soumissionnaires, Mercedes-Benz et la nouvellement formée Auto Union. Mercedes-Benz est déjà présente en Grand Prix avec sa SSKL tandis qu'Auto Union doit reprendre le projet P-Wagen de Ferdinand Porsche en mettant le moteur en position centrale pour construire sa première monoplace, la Type A. Les deux constructeurs allemands s'engagent et imposent la domination des Flèches d'Argent, remportant presque toutes les courses. Outre Mercedes-Benz et Auto Union, d'autres constructeurs sont présents Alfa Romeo représenté par la Scuderia Ferrari, Maserati et Bugatti entre autres.
Le premier championnat après l'interruption de deux ans est remporté par l'allemand Rudolf Caracciola sur Mercedes-Benz. Ce dernier est mis en échec par son compatriote Bernd Rosemeyer, le talentueux pilote Auto Union en 1936. Après une lutte acharnée en 1937, Caracciola reprend le titre.
La Formule 750 kg reste en vigueur jusqu'à la fin du saison 1937. Les Flèches d'Argent développent alors près de 600 ch, deux fois plus que ce que les organisateurs croyaient possibles à cause de la limite de poids. Pour remédier à cela, la règlementation change en 1938, les épreuves se courant désormais selon la règlementation de la Formule 3/4,5 litres. Les voitures dotées d'un moteur atmosphérique devant avoir une cylindrée comprise entre 1 000 et 4 500 cm3 tandis que les voitures dotées d'un moteur suralimenté doivent avoir une cylindrée comprise entre 666 et 3 000 cm3. De plus, les voitures doivent peser entre 400 et 850 kg, toutefois, le poids minimal de la voiture dépendait de la cylindrée du moteur.
Le changement de règlementation touche particulièrement les écuries allemandes qui se trouvent obligées de concevoir de nouvelles monoplaces conformes. Sur sa nouvelle W154, Caracciola signe un doublé en remportant le championnat 1938. Toutefois, en 1939, le championnat est interrompu par la guerre ne sacrant aucun pilote.

## Controverses

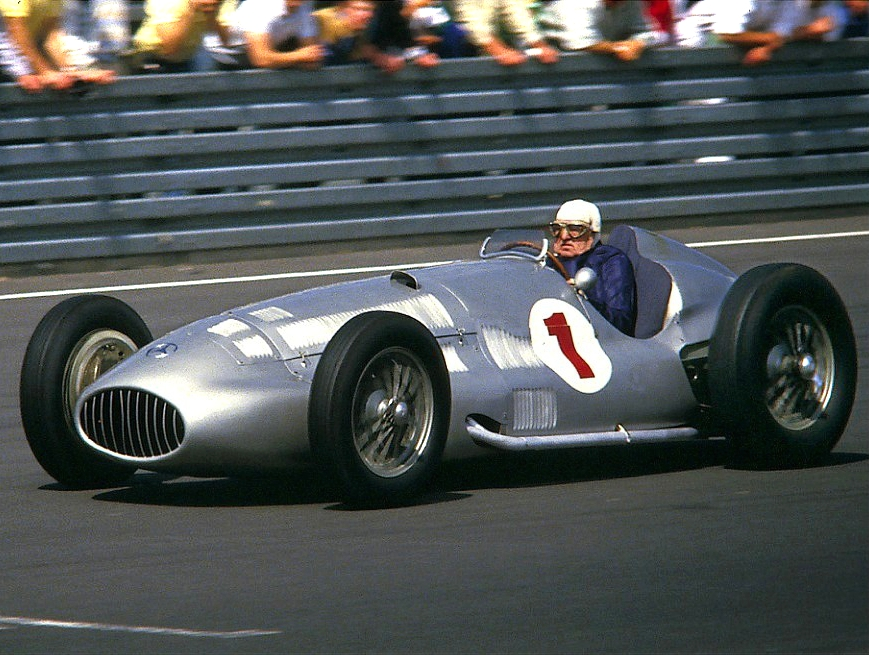
Hermann Lang, finissant second aux points du championnat 1939 est déclaré vainqueur par Adolf Hühnlein, le président du NSKK.

À la fin de la saison 1938, le représentant de la Belgique, M. Langlois demanda à l'AIACR de mettre en place un nouveau système d'attribution des points pour l'année suivante. Malgré plusieurs mois passés par Langlois à tenter de faire accepter sa proposition il n'y a aucune preuve qu'elle ait été acceptée.
En 1939, la Seconde Guerre mondiale éclate et l'AIACR ne peut publier les résultats officiels du championnat. Hermann Lang est déclaré vainqueur par le Korpsführer Adolf Hühnlein, président du NSKK (la plus importante autorité en matière de sport automobile en Allemagne) et de l'Oberste Nationale Sportbehörde für die Deutsche Kraftfahrt.
Hühnlein déclare dans le Völkischer Beobachter, le journal officiel du parti nazi, que Lang est devenu champion, terminant la saison avec 23 points ; ce qui entre en conflit avec le système officiel d'attribution des points. Le champion aurait dû être Hermann Paul Müller.

## Classements

### Système de points
Contrairement au système actuel de classement par points en Formule 1, le Championnat d'Europe des pilotes distribue les points en tant que "sanction", récompensant la régularité. Le champion est le pilote qui a inscrit le minimum de points au cours de la saison. Le vainqueur reçoit un point, le second deux, le troisième trois, les pilotes suivant reçoivent leurs points au prorata de la distance qu'ils ont parcouru.
Ne pas s'engager dans une épreuve, se retirer de la liste de départ avant le début de la course ou être  disqualifié coûte huit points. Les pilotes ne marquent des points que sur la voiture avec laquelle ils s'élancent depuis la grille de départ. En 1931, les copilotes étaient éligibles au système des points. Mais dès 1932, les copilotes n'inscrivent de point qu'avec la voiture sur laquelle ils prennent le départ.
| Résultat | 1er | 2e | 3e | + de 75 % | 50 % à 75 % | 25 % à 50 % | – de 25 % | Dsq | Np |
| -------- | --- | -- | -- | --------- | ----------- | ----------- | --------- | --- | -- |
| Points   | 1   | 2  | 3  | 4         | 5           | 6           | 7         | 8   | 8  |

### Palmarès
| Saison | Champion                          | Écurie        | Victoires | Poles | Meilleurs tours | Podiums | Points | Marge (pts) |
| ------ | --------------------------------- | ------------- | --------- | ----- | --------------- | ------- | ------ | ----------- |
| 1931   | Ferdinando Minoia                 | Alfa Romeo    | 0         | 0     | 0               | 2       | 9      | 0           |
| 1932   | Tazio Nuvolari                    | Alfa Romeo    | 2         | 0     | 2               | 3       | 4      | 4           |
| 1935   | Rudolf Caracciola                 | Mercedes-Benz | 4         | 1     | 1               | 5       | 17     | 5           |
| 1936   | Bernd Rosemeyer                   | Auto Union    | 3         | 1     | 3               | 3       | 10     | 5           |
| 1937   | Rudolf Caracciola                 | Mercedes-Benz | 3         | 3     | 2               | 4       | 13     | 2           |
| 1938   | Rudolf Caracciola                 | Mercedes-Benz | 1         | 0     | 0               | 4       | 8      | 7           |
| 1939   | Hermann Paul Müller (non décerné) | Auto Union    | 1         | 0     | 0               | 2       | 12     | 2           |

### Épreuves des saisons de Grands Prix

#### Grands Prix de la saison 1931
| no | Date       | Grand Prix             | Circuit   | Vainqueurs                              | Châssis    | Pole position                    | Record du tour   | Résumé |
| -- | ---------- | ---------------------- | --------- | --------------------------------------- | ---------- | -------------------------------- | ---------------- | ------ |
| 1  | 24 mai     | Grand Prix d'Italie    | Monza     | Giuseppe Campari Tazio Nuvolari         | Alfa Romeo | Giuseppe Campari                 | Giuseppe Campari | Résumé |
| 2  | 21 juin    | Grand Prix de l'ACF    | Montlhéry | Louis Chiron Achille Varzi              | Bugatti    | William Scott S. Armstrong-Payne | Luigi Fagioli    | Résumé |
| 3  | 12 juillet | Grand Prix de Belgique | Spa       | William Grover-Williams Caberto Conelli | Bugatti    | Albert Divo Guy Bouriat          | Louis Chiron     | Résumé |

#### Grands Prix de la saison 1932
| no | Date       | Grand Prix             | Circuit     | Vainqueur         | Châssis    | Pole position       | Record du tour | Résumé |
| -- | ---------- | ---------------------- | ----------- | ----------------- | ---------- | ------------------- | -------------- | ------ |
| 4  | 5 juin     | Grand Prix d'Italie    | Monza       | Tazio Nuvolari    | Alfa Romeo | Baconin Borzacchini | Tazio Nuvolari | Résumé |
| 5  | 3 juillet  | Grand Prix de l'ACF    | Reims       | Tazio Nuvolari    | Alfa Romeo | Jean Gaupillat      | Tazio Nuvolari | Résumé |
| 6  | 17 juillet | Grand Prix d'Allemagne | Nürburgring | Rudolf Caracciola | Alfa Romeo | Rudolf Caracciola   | Tazio Nuvolari | Résumé |

#### Grands Prix de la saison 1935
| no | Date         | Grand Prix             | Circuit     | Vainqueur         | Châssis       | Pole position       | Record du tour          | Résumé |
| -- | ------------ | ---------------------- | ----------- | ----------------- | ------------- | ------------------- | ----------------------- | ------ |
| 7  | 22 avril     | Grand Prix de Monaco   | Monaco      | Luigi Fagioli     | Mercedes-Benz | Rudolf Caracciola   | Tazio Nuvolari          | Résumé |
| 8  | 23 juin      | Grand Prix de France   | Montlhéry   | Rudolf Caracciola | Mercedes-Benz | Achille Varzi       | Tazio Nuvolari          | Résumé |
| 9  | 14 juillet   | Grand Prix de Belgique | Spa         | Rudolf Caracciola | Mercedes-Benz | Marcel Lehoux       | Manfred von Brauchitsch | Résumé |
| 10 | 28 juillet   | Grand Prix d'Allemagne | Nürburgring | Tazio Nuvolari    | Alfa Romeo    | Renato Balestrero   | Manfred von Brauchitsch | Résumé |
| 11 | 25 août      | Grand Prix de Suisse   | Bremgarten  | Rudolf Caracciola | Mercedes-Benz | Achille Varzi       | Rudolf Caracciola       | Résumé |
| 12 | 8 septembre  | Grand Prix d'Italie    | Monza       | Hans Stuck        | Auto Union    | Giuseppe Farina     | Tazio Nuvolari          | Résumé |
| 13 | 22 septembre | Grand Prix d'Espagne   | Lasarte     | Rudolf Caracciola | Mercedes-Benz | Jean-Pierre Wimille | Achille Varzi           | Résumé |

#### Grands Prix de la saison 1936
| no | Date         | Grand Prix             | Circuit     | Vainqueur         | Châssis       | Pole position       | Record du tour  | Résumé |
| -- | ------------ | ---------------------- | ----------- | ----------------- | ------------- | ------------------- | --------------- | ------ |
| 14 | 13 avril     | Grand Prix de Monaco   | Monaco      | Rudolf Caracciola | Mercedes-Benz | Louis Chiron        | Hans Stuck      | Résumé |
| 15 | 26 juillet   | Grand Prix d'Allemagne | Nürburgring | Bernd Rosemeyer   | Auto Union    | Jean-Pierre Wimille | Bernd Rosemeyer | Résumé |
| 16 | 23 août      | Grand Prix de Suisse   | Bremgarten  | Bernd Rosemeyer   | Auto Union    | Rudolf Caracciola   | Bernd Rosemeyer | Résumé |
| 17 | 13 septembre | Grand Prix d'Italie    | Monza       | Bernd Rosemeyer   | Auto Union    | Bernd Rosemeyer     | Bernd Rosemeyer | Résumé |

#### Grands Prix de la saison 1937
| no | Date         | Grand Prix             | Circuit     | Vainqueur               | Châssis       | Pole position     | Record du tour                 | Résumé |
| -- | ------------ | ---------------------- | ----------- | ----------------------- | ------------- | ----------------- | ------------------------------ | ------ |
| 18 | 11 juillet   | Grand Prix de Belgique | Spa         | Rudolf Hasse            | Auto Union    | Hans Stuck        | Hermann Lang                   | Résumé |
| 19 | 25 juillet   | Grand Prix d'Allemagne | Nürburgring | Rudolf Caracciola       | Mercedes-Benz | Bernd Rosemeyer   | Bernd Rosemeyer                | Résumé |
| 20 | 8 août       | Grand Prix de Monaco   | Monaco      | Manfred von Brauchitsch | Mercedes-Benz | Rudolf Caracciola | Rudolf Caracciola              | Résumé |
| 21 | 22 août      | Grand Prix de Suisse   | Bremgarten  | Rudolf Caracciola       | Mercedes-Benz | Rudolf Caracciola | Bernd Rosemeyer                | Résumé |
| 22 | 12 septembre | Grand Prix d'Italie    | Livourne    | Rudolf Caracciola       | Mercedes-Benz | Rudolf Caracciola | Rudolf Caracciola Hermann Lang | Résumé |

#### Grands Prix de la saison 1938
| no | Date         | Grand Prix             | Circuit     | Vainqueur               | Châssis       | Pole position           | Record du tour | Résumé |
| -- | ------------ | ---------------------- | ----------- | ----------------------- | ------------- | ----------------------- | -------------- | ------ |
| 23 | 11 juillet   | Grand Prix de France   | Reims       | Manfred von Brauchitsch | Mercedes-Benz | Hermann Lang            | Hermann Lang   | Résumé |
| 24 | 24 juillet   | Grand Prix d'Allemagne | Nürburgring | Richard Seaman          | Mercedes-Benz | Manfred von Brauchitsch | Richard Seaman | Résumé |
| 25 | 21 août      | Grand Prix de Suisse   | Bremgarten  | Rudolf Caracciola       | Mercedes-Benz | Richard Seaman          | Richard Seaman | Résumé |
| 26 | 11 septembre | Grand Prix d'Italie    | Monza       | Tazio Nuvolari          | Auto Union    | Hermann Lang            | Hermann Lang   | Résumé |

#### Grands Prix de la saison 1939
| no | Date       | Grand Prix             | Circuit     | Vainqueur           | Châssis       | Pole position       | Record du tour    | Résumé |
| -- | ---------- | ---------------------- | ----------- | ------------------- | ------------- | ------------------- | ----------------- | ------ |
| 27 | 25 juin    | Grand Prix de Belgique | Spa         | Hermann Lang        | Mercedes-Benz | Hermann Paul Müller | Hermann Lang      | Résumé |
| 28 | 9 juillet  | Grand Prix de France   | Reims       | Hermann Paul Müller | Auto Union    | Hermann Lang        | Hermann Lang      | Résumé |
| 29 | 23 juillet | Grand Prix d'Allemagne | Nürburgring | Rudolf Caracciola   | Mercedes-Benz | Hermann Lang        | Rudolf Caracciola | Résumé |
| 30 | 20 août    | Grand Prix de Suisse   | Bremgarten  | Hermann Lang        | Mercedes-Benz | Hermann Lang        | Hermann Lang      | Résumé |